# جون كولمان بيكيت
جون كولمان بيكيت (بالإنجليزية: John Coleman Pickett)‏ هو قاضي ومحامي أمريكي، ولد في 3 سبتمبر 1896 في رافينا في الولايات المتحدة، وتوفي في 1 سبتمبر 1983.